# Зелёная Роща (Суворовский район)
Зелёная Роща — деревня в Суворовском районе Тульской области России. 
В рамках административно-территориального устройства входит в Рождественскую сельскую территорию Суворовского района, в рамках организации местного самоуправления входит в Северо-Западное сельское поселение.

## География
Расположена в 82 км к западу от центра города Тулы и в 8 км к западу от центра города Суворов.

## История
В 1961 году указом Президиума Верховного Совета РСФСР деревня Собаченка переименована в Зелёная Роща.

## Население
| 2010 |
| ---- |
| 64   |